# Professor Kaiser
Professor Kaiser ist eine Radio-Comedy-Serie des Ö3-Weckers. „Professor Kaiser“ (gespielt von Gernot Kulis) ist Professor an einem österreichischen Gymnasium und muss sich mit dem alltäglichen Schulalltag herumschlagen. So gilt er in seiner Klasse als unfair; sein liebstes Opfer ist der Schüler „Mayerhofer“ (Lukas Rupp). Andere Figuren sind u. a. die Streberin „Jacqueline Monique Swoboda“, der etwas begriffsstutzige Schüler „Hauptmann“ und der Direktor.

## Fieser als Pisa
Zum Anfang jedes Schuljahres können sich Kinder bei „Fieser als Pisa“ prüfen lassen. Bei dieser Sonderserie werden meist Fragen mit mehreren Antwortmöglichkeiten (Beispiel: Welches Tier hat vier Beine?) gestellt, so dass fast kein Teilnehmer eine Frage richtig beantworten kann.

## Veröffentlichungen
Im Juni 2002 wurde das Lied Was is’ mit du? ein Nummer-eins-Hit und war in Österreich der Sommerhit 2002. Das Lied wurde mit einem Amadeus Award (Beste Single des Jahres) ausgezeichnet. Die Melodie stammt von Ça plane pour moi von Plastic Bertrand aus dem Jahre 1977.
Von 2004 bis 2010 wurde jährlich eine CD "Prof. Kaiser Vol. X" veröffentlicht. Darauf enthalten sind immer die einzelnen Folgen des letzten Schuljahres. Die letzte veröffentlichte Volume ist Vol. 7.